# Christel Khalil
Christel Adnana Mina Khalil (nacida el 30 de noviembre de 1987) es una actriz estadounidense.

## Primeros años
Khalil nació en Los Ángeles, California, de madre Afroestadounidense, nativa americana - Cheroqui y Euroamericana y padre de ascendencia pakistaní. Tiene tres hermanos mayores y una medio-hermana, a través de su padre. Khalil ha declarado que ella se identifica como mestiza.

## Carrera
Khalil es conocida por ser la actriz interpretando más tiempo a Lily Winters Ashby en la telenovela de la CBS, The Young and the Restless. Primero interpretó el papel desde agosto de 2002 hasta septiembre de 2005. En septiembre de 2006 la entonces productora ejecutiva Lynn Marie Latham la volvió a contratar para el papel. En 2012, ganó el Daytime Emmy Award for Outstanding Younger Actress in a Drama Series. Hasta la fecha, es la única actriz de una minoría en ganarlo en los 42 años de historia del premio.
Khalil ha tenido pequeños papeles en películas como Dragon Fury, Matilda, Interview With the Assassin y White Like the Moon. Dio voz a Cornelia Hale en W.I.T.C.H., y también apareció en That's So Raven y Malcolm in the Middle, entre otras series. Khalil también ha interpretado en producciones en el teatro de Los Ángeles antes de conseguir su papel en The Young and the Restless.
Apareció en el vídeo musical de Johnny Britt para su single Beautiful Queen.

## Vida personal
En 2008, se volvió a casar con Stephen Hensley. La coprotagonista de The Young and the Restless Elizabeth Hendrickson fue su dama de honor mientras que Bryton James fue el padrino. Su hijo, Michael Caden Hensley, nació el 17 de abril de 2010 durante un parto acuático en casa. Bryton James es el padrino. Ella y Hensley se divorciaron en 2011. Khalil ha declarado que no tiene deseos de volver a casarse otra vez.
Es mejor amiga de Bryton James, quien interpreta al hermano adoptivo de su personaje, Devon Hamilton en The Young and the Restless.

## Filmografía
| Año  | Título                                                 | Papel                | Notes                    |
| ---- | ------------------------------------------------------ | -------------------- | ------------------------ |
| 1995 | Dragon Fury                                            | Niña pequeña         |                          |
| 1996 | Matilda                                                | Niña en clase        |                          |
| 1997 | You're Invited to Mary-Kate & Ashley's Christmas Party | Diana                | Película para televisión |
| 1998 | Milo                                                   | Joven Claire Mullins |                          |
| 2002 | Interview with the Assassin                            | Niñera               |                          |
| 2002 | White Like the Moon                                    | Nita                 | Corto                    |

| Año             | Título                     | Papel                 | Notas |
| --------------- | -------------------------- | --------------------- | --- |
| 1993            | The Sinbad Show            | Crystal               | Papel invitado ("My Daughter's Keeper") |
| 1996            | Family Matters             | Angela                | Papel invitado ("Karate Kids") |
| 1997            | George & Leo               | Niño #3               | Papel invitado ("The Halloween Show") |
| 2002-2005 2006- | The Young and the Restless | Lily Ashby            | Papel contratado: 15 de agosto de 2002-2 de septiembre de 2005, 7 de noviembre de 2006-presente Daytime Emmy Award for Outstanding Younger Actress in a Drama Series (2012) NAACP Image Award for Outstanding Actress in a Daytime Drama Series (2008) Nominada — Daytime Emmy Award for Outstanding Younger Actress in a Drama Series (2004, 2006, 2010, 2012) Nominada — NAACP Image Award for Outstanding Actress in a Daytime Drama Series (2005-2009, 2012, 2014) Nominada — Soap Opera Digest Award for Favorite Teen Nominada — Young Artist Award for Best Performance in a TV Series (Comedy or Drama) - Leading Young Actress (2003, 2004) |
| 2003-2004       | That's So Raven            | Crystal               | Papel recurrente ("Smell of Victory", "The Dating Shame") |
| 2004            | W.I.T.C.H.                 | Cornelia Hale (voice) | Papel principal; 52 episodios |
| 2006            | Malcolm in the Middle      | Kristin Peterson      | Papel invitado ("Lois Strikes Back") |
| 2012            | NCIS: Los Angeles          | Mujer Joven           | Papel invitado ("Patriot Acts") |
| 2012            | 2 Broke Girls              | Chica Coqueta         | Papel invitado ("And the Candy Manwich") |

## Premios y nominaciones
| Año  | Premio                                                                                           | Trabajo                    | Resultado |
| ---- | ------------------------------------------------------------------------------------------------ | -------------------------- | --------- |
| 2003 | Young Artist Award for Best Performance in a TV Series (Comedy or Drama) - Leading Young Actress | The Young and the Restless |           |
| 2004 | Young Artist Award for Best Performance in a TV Series (Comedy or Drama) - Leading Young Actress | The Young and the Restless |           |
| 2004 | Daytime Emmy Award for Outstanding Younger Actress in a Drama Series                             | The Young and the Restless |           |
| 2005 | Soap Opera Digest Award for Favorite Teen                                                        | The Young and the Restless |           |
| 2005 | NAACP Image Award for Outstanding Actress in a Daytime Drama Series                              | The Young and the Restless |           |
| 2006 | Daytime Emmy Award for Outstanding Younger Actress in a Drama Series                             | The Young and the Restless |           |
| 2006 | NAACP Image Award for Outstanding Actress in a Daytime Drama Series                              | The Young and the Restless |           |
| 2007 | NAACP Image Award for Outstanding Actress in a Daytime Drama Series                              | The Young and the Restless |           |
| 2008 | NAACP Image Award for Outstanding Actress in a Daytime Drama Series                              | The Young and the Restless |           |
| 2009 | NAACP Image Award for Outstanding Actress in a Daytime Drama Series                              | The Young and the Restless |           |
| 2010 | Daytime Emmy Award for Outstanding Younger Actress in a Drama Series                             | The Young and the Restless |           |
| 2012 | Daytime Emmy Award for Outstanding Younger Actress in a Drama Series                             | The Young and the Restless |           |
| 2012 | NAACP Image Award for Outstanding Actress in a Daytime Drama Series                              | The Young and the Restless |           |
| 2014 | NAACP Image Award for Outstanding Actress in a Daytime Drama Series                              | The Young and the Restless |           |